# Elaeocarpus poilanei
Elaeocarpus poilanei är en tvåhjärtbladig växtart som beskrevs av François Gagnepain. Elaeocarpus poilanei ingår i släktet Elaeocarpus och familjen Elaeocarpaceae. Inga underarter finns listade i Catalogue of Life.